# Bataille de Monastir (1912)
Guerres balkaniques
La bataille de Monastir eut lieu près de la ville de Bitola, en Macédoine (alors connue sous le nom de Monastir) pendant la première guerre des Balkans, du 16 au 19 novembre 1912. Dans le cadre des guerres balkaniques, l'armée ottomane vardar s'est retirée après la défaite de Kumanovo et s'est regroupée autour de Bitola.

## Déroulement

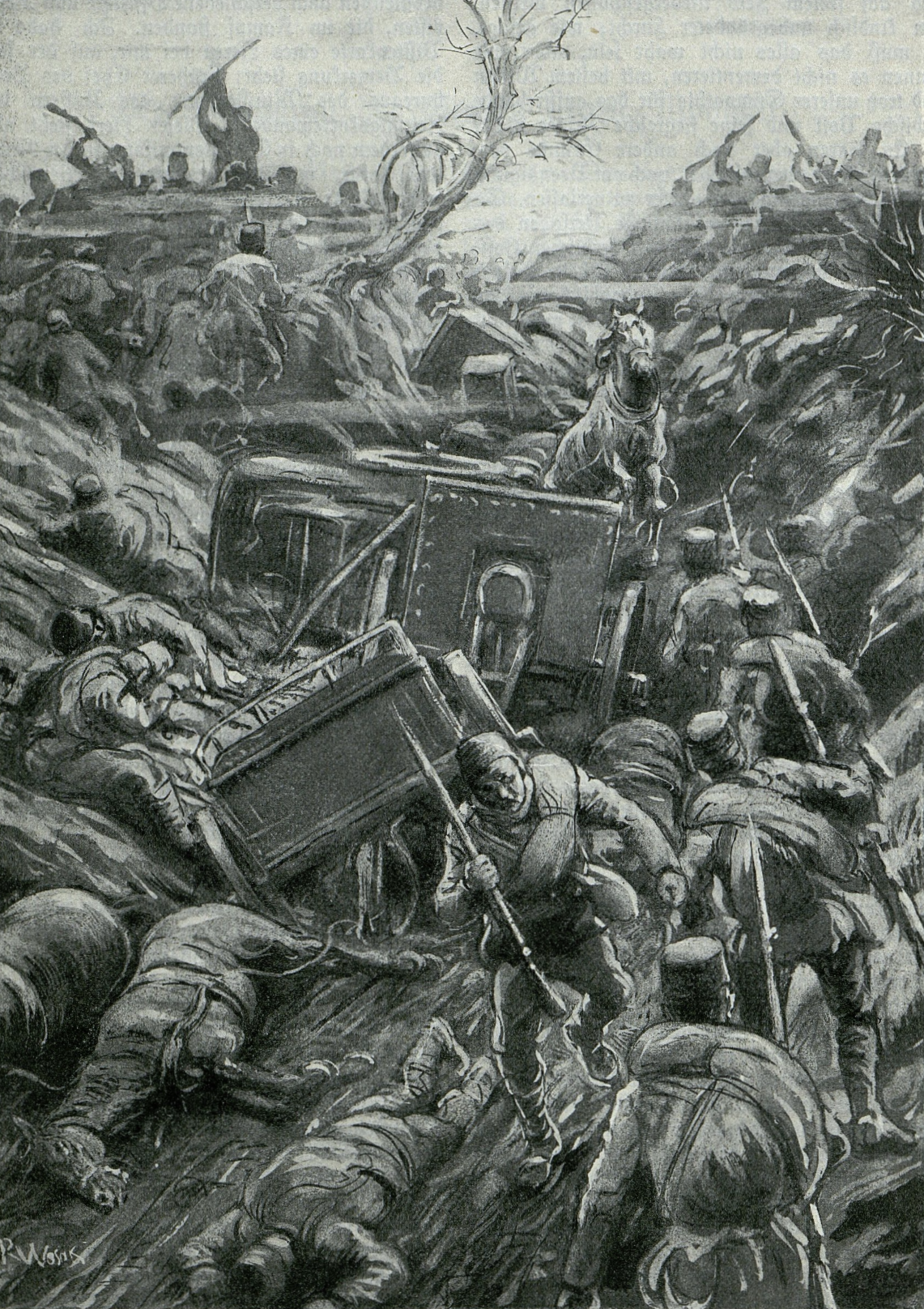
Combat à Monastir.

La 1ère armée serbe, marchant vers Bitola, rencontre de lourds tirs de l'artillerie ottomane et doit attendre l'arrivée de sa propre artillerie.
Le 18 novembre, à la suite de la destruction de l'artillerie ottomane par l'artillerie serbe, le flanc droit serbe traverse l'armée Vardar. Les Serbes entrent à Bitola le 19 novembre.
Avec la conquête de Bitola, les Serbes contrôlent alors le sud-ouest de la Macédoine, y compris la ville symboliquement importante d' Ohrid.

## Conséquences

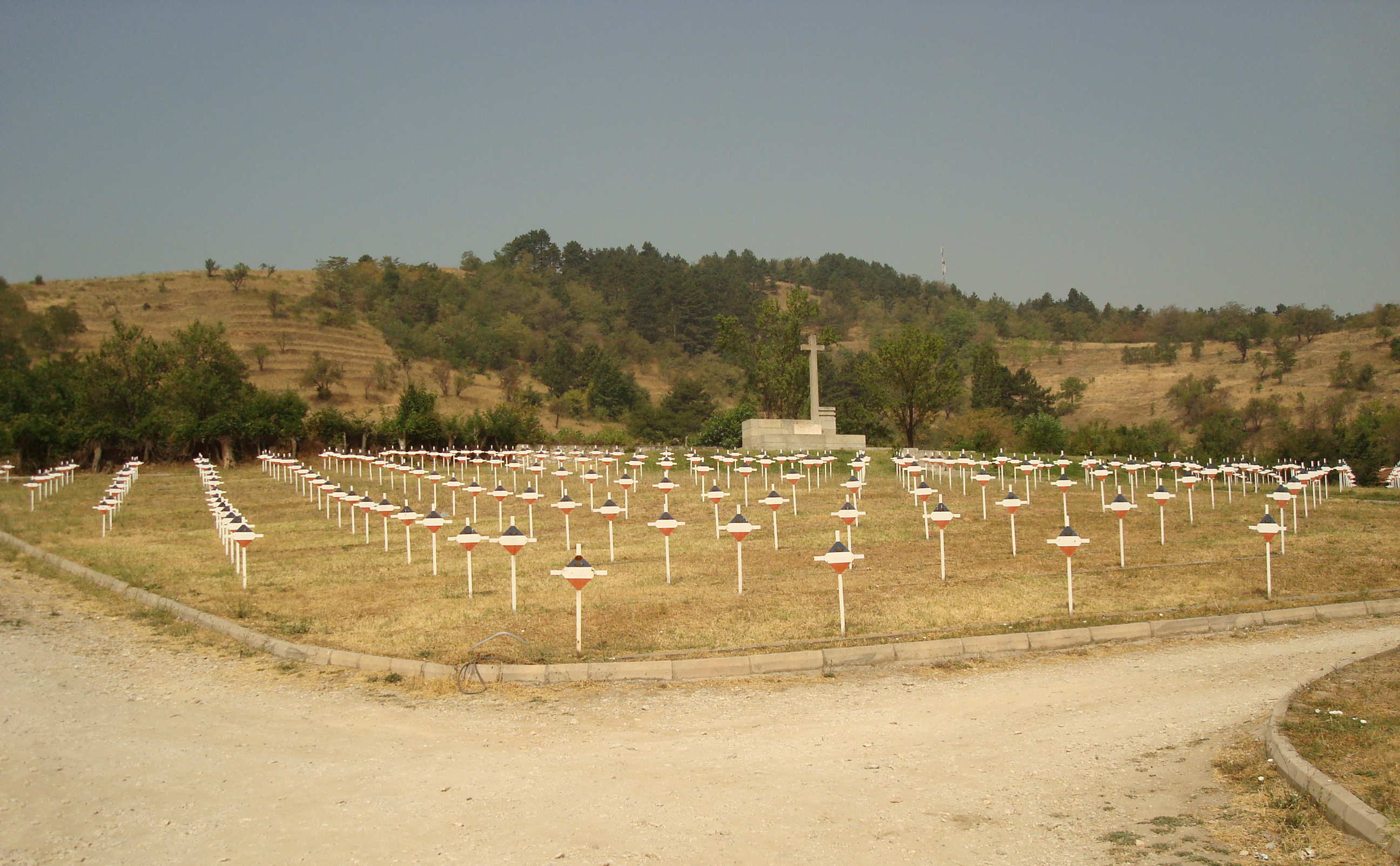
Cimetière militaire serbe de Bitola.

Après la bataille de Monastir, le règne ottoman de la Macédoine, long de cinq siècles, touchait à sa fin. La 1ère armée serbe continua à se battre pendant la première guerre des Balkans. À ce stade, certains Serbes voulaient que la 1ère armée continue son avance dans la vallée du Vardar jusqu'à Thessalonique. Le maréchal Vojvoda Putnik refusa. La menace de guerre avec l'Autriche-Hongrie planait à cause de la présence serbe sur l'Adriatique. De plus, avec les Bulgares et les Grecs déjà à Thessalonique, l'apparition de forces serbes à cet endroit n'aurait fait qu'embrouiller une situation déjà compliquée.

## Livres
- Philip Jowett, Armies of the Balkan Wars 1912–13 : The Priming Charge for the Great War, Osprey Publishing, 2011, 48 p. (ISBN 978-1-78096-528-4, lire en ligne)
- Richard C. Hall, The Balkan Wars, 1912–1913, Routledge, 2000